# 茅建厚
茅 建厚（かや けんこう、1999年12月4日 - ）は、日本の俳優である。
過去にジョビィキッズプロダクションに所属していた。旧芸名：廣岡 建厚（ひろおか けんこう）。

## 出演

### 映画
- 余命（2009年）優斗 役

### ドラマ
- 携帯音楽ドラマ「I Love You」第2話（2008年）哲平 役

### CM
- ノーリツ 鋼機超速プリント
- 三菱東京UFJ銀行 -ウェルカムセレクション-
- 三菱東京UFJ銀行 -7大疾病保険付き住宅ローン-
- マイカル歳末祭 鼓笛隊
- マイカル 新春初市サティ・ザ・バーゲン

### モデル
- チャイルド絵本

### ビデオ
- ベネッセ こどもちゃれんじぷち